# آلبرتو ساوینی
آلبرتو ساوینی (انگلیسی: Alberto Savini؛ زادهٔ ۱۰ ژوئن ۱۹۹۹) بازیکن فوتبال است.